# Trachycarpus nanus
 (décembre 2016).
Si vous disposez d'ouvrages ou d'articles de référence ou si vous connaissez des sites web de qualité traitant du thème abordé ici, merci de compléter l'article en donnant les références utiles à sa vérifiabilité et en les liant à la section « Notes et références ».
Espèce
Classification phylogénétique
Statut de conservation UICN

 EN A2c : En danger
Trachycarpus nanus est une espèce de plantes de la famille des Arecaceae (palmiers). C'est le plus petit représentant du genre Trachycarpus. Véritable rareté botanique, il est menacé d’extinction dans son habitat naturel, les chèvres dévorant les inflorescences avant qu’elles ne puissent s’épanouir. Les récents efforts pour la récolte de graines viables semblent donner une chance à ce palmier très rustique de devenir plus courant dans les jardins d’Europe.[réf. nécessaire]

## Distribution
- Aire d'origine : Sud-Ouest de la Chine, dans le Yunnan, où il pousse sur des pentes en compagnie de buissons et de hautes herbes à environ 2000 mètres d’altitude.

## Description
- Stipe (tronc) : Souterrain, jusqu’à 2 mètres de long et 5 cm de diamètre. Quelques rares spécimens présentent un stipe très court, de 10 à 30 cm de hauteur.
- Feuillage, couronne : De 10 à 20 feuilles palmées, d’une belle couleur bleutée, plus petites et plus divisées que celles du Trachycarpus fortunei. Les pétioles sont très courts, de 10 à 30 cm seulement. La plante fait un peu penser à une couronne unique de Chamaerops humilis var. cerifera (palmier nain bleu du Maroc).
- Fleurs : Unique dans le genre, le Trachycarpus nanus se démarque des autres espèces par une inflorescence érigée, aussi longue que les pétioles, qui produit après floraison une grappe dense de fruits similaires au Trachycarpus fortunei.

## Usages
Aucune utilisation locale connue.